# Friedrich II. von Parsberg (Regensburg)
Friedrich II. von Parsberg († 31.Dezember 1449) war 41. Bischof von Regensburg und Fürstbischof des Hochstiftes Regensburg von 1437 bis 1449.

## Leben
Friedrich II. von Parsberg stammte ebenso wie der gleichnamige Eichstätter Bischof Friedrich II. von Parsberg (1237–1246) aus dem bayerischen Adelsgeschlecht derer von Parsberg.
Die Wahl Friedrichs II. war erstmals für Regensburg mit einer Wahlkapitulation verbunden. Darin wurden Beziehungen zwischen dem Bischof und den Domherren geregelt, vor allem wurden deren Mitspracherechte und Privilegien in wichtigen Punkten klar umrissen. Zu seinem Lebensabend setzte sich Bischof Friedrich II. allerdings weit über diese Richtlinien hinweg. Die aufgeworfenen Streitigkeiten eskalierten so weit, dass der Bischof Domherren während des Gottesdienstes verhaften ließ und die Meinungsverschiedenheiten über die Tradition der Kirchweihkrapfen in Rom ausgetragen werden mussten.
Pierer’s Universal-Lexikon von 1861 schildert Friedrich II. als „großmüthiger u. tapferer Prälat, welcher seinem Bisthum selbst vom Kaiser nicht zu nahe treten ließ“.